# Musée provincial de Kampot
Le Musée provincial de Kampot a ouvert en janvier 2015 dans l'ancien palais du gouverneur français de ce chef lieu de province cambodgien.

## Contexte
Les autorités de Kampot ont souhaité préserver et mettre en valeur leur patrimoine, tant historique et culturel qu’économique. Ils ont sollicité l’Association internationale des maires francophones (AIMF) pour les appuyer dans cette démarche ; l’AIMF a répondu favorablement et un projet intitulé « Projet de sauvegarde du patrimoine urbain de Kampot » a été mis en œuvre depuis 2011.
Ce projet comporte trois volets :
- volet no 1 : appui à la mise en œuvre du plan d'urbanisme ;
- Volet no 2 : rénovation de trois bâtiments historiques ;
- Volet no 3 : Musée de Kampot.

## Objectifs du musée
La région de Kampot est riche d’une histoire bimillénaire, sa population est variée et ses ressources sont diversifiées. La ville de Kampot, située entre deux attractions majeures que sont la station balnéaire de Kep et la station d’altitude du Bokor, recèle un patrimoine architectural –datant principalement de l’époque coloniale – exceptionnel. Pourtant ce patrimoine est largement méconnu, tant des Cambodgiens que des étrangers. Pour les Cambodgiens le drame khmer rouge a entraîné une rupture, pour les étrangers l’accès aux sources est souvent difficile. Le musée a pour objectif de combler cette lacune et d’offrir aux résidents comme aux personnes de passage un lieu convivial et culturel.

## Le bâtiment rénové
Conscientes de l’enjeu les autorités ont décidé d’allouer au Musée le bâtiment historique et prestigieux du palais de l'ancien résident français de Kampot.
Ce bâtiment a été entièrement rénové avec l’aide financière de l’AIMF. L’intérieur du rez-de-chaussée a été aménagé pour accueillir le Musée, modeste mais conforme aux exigences de la muséographie moderne.
Le Musée de Kampot est ouvert depuis le 29 janvier 2015 (Sala Khet, rue 735 Kompong Bay, Kampot).

## Contenu du musée
Le Musée comprend pour le moment trois éléments :
- Une série de 8 grands panneaux retraçant les grandes étapes de l'histoire de la province de Kampot. Les périodes privilégiées, pour cause d’existence de sources sont la période pré-angkorienne, les XVIII et XIXe siècles, la période coloniale sous le régime du protectorat et la période contemporaine.
- La présentation de 38 photos sur l'histoire de Kampot
- Une dizaine de pièces archéologiques trouvées dans la région de Kampot. La plupart de la période pré-angkorienne. Ces pièces sont mises à disposition par la direction régionale des Beaux-Arts.

Le Musée est ouvert tous les jours, le matin de 8 à 11 heures et l'après-midi de 14 à 17 heures.
Le site du Musée est: www.kampotmuseum.org/